# جيمس طومسون (شاعر)
جيمس طومسون (11 سبتمبر 1700 - 27 أغسطس 1748) شاعر وكاتب مسرحي اسكتلندي، اشتهر بقصائده المميزة، ذا سيزون (بالإنجليزية: The Seasons) وذا كاسل أوف إندولنس (The Castle of Indolence) و كلمات أغنية «رول، بريتانيا!» (Rule, Britannia!).

## اسكتلندا 1700-1725
ولد جيمس طومسون في إيدنام في روكسبورجشاير في حوالي 11 سبتمبر 1700 وعُمد في 15 سبتمبر. كان الرابع من بين تسعة أطفال لتوماس طومسون وبياتريكس طومسون (لقبها قبل الزواج: تروتر). ولدت بياتريكس طومسون في فوغو، بيرويكشاير وكانت تعيش قريبة من قلعة هيوم. كان توماس طومسون قسًا في الكنيسة المشيخية في إيدنام حتى ثمانية أسابيع بعد ولادة طومسون، إلى أن قُبل للعمل في ساوثدين، حيث أمضى طومسون معظم سنوات حياته الأولى.
التحق طومسون بمدرسة أبرشية في ساوثدين قبل الذهاب إلى المدرسة النحوية في جيدبرغ عام 1712. وفشل هناك في التميز عن غيره من الطلبة. كتب شيلز، وهو أول من كتب سيرة طومسون الشخصية: «بعيدًا عن حقيقة امتلاكه عقلًا عبقريًا نشيطًا، فقد اعتُبر [طومسون] من قبل مدير مدرسته وبقية مدرسيه، غير متميز عن بقية الطلاب.» لكن شجعه العديد على كتابة الشعر، مثل روبرت ريكالتون (1691-1769) ، مزارع وشاعر وقس مشيخي، والسير ويليام بينيت (المتوفى عام 1729)، التابع لحزب الأحرار البريطاني، راعي آلان رامزي. بينما بقيت بعض قصائد طومسون القديمة إلى يومنا هذا، فقد كان يحرق معظمها في يوم رأس السنة الجديدة كل عام.
دخل طومسون كلية إدنبرة في خريف عام 1715، متجهًا للخدمة المشيخية. درس في أدنبرة الميتافيزيقيا والمنطق والأخلاق والفلسفة اليونانية واللاتينية والطبيعية. أكمل دراسته الفنية في عام 1719 لكنه اختار عدم التخرج، وبدلاً من ذلك التحق بمعبد اللاهوت ليصبح قسًا. توفي توماس طومسون في عام 1716، إذ قالت أسطورة محلية أنه قُتل أثناء قيامه بطرد الأرواح الشريرة. أصبح طومسون في إدنبرة عضوًا في نادي غروتسكي، وهي مجموعة أدبية، حيث التقى هناك بصديق عمره ديفيد ماليت. بعد نجاح بعض قصائده في «أدنبرة ميسيلاني»، تبع طومسون ماليت إلى لندن في فبراير 1725 في محاولة لنشر شعره على نطاق واسع.

## لندن، 1725-1727
في لندن، أصبح طومسون مدرسًا لابن تشارلز هاميلتون، ملك  بينينغ، من خلال اتصالات من جانب عائلة والدته. من خلال ديفيد ماليت وبحلول عام 1724، التقى طومسون بالشعراء الإنجليز العظماء في ذلك الوقت، بمن فيهم ريتشارد سافاج وآرون هيل وألكسندر بوب. توفيت والدة طومسون في 12 مايو 1725، في وقت قريب من مؤلَّفه «وينتر» (بالإنجليزية: Winter)، أول قصيدة من «ذا سيزون». نُشرت قصيدة «وينتر» لأول مرة في عام 1726 من قبل جون ميليان، مع إصدار طبعة ثانية (مع التنقيحات والإضافات والمقدمة) في وقت لاحق من نفس العام.
بحلول عام 1727، كان طومسون يعمل على قصيدة «سمر» (بالإنجليزية: Summer)، التي نُشرت في فبراير، وكان يعمل في أكاديمية وات، وهي مدرسة للسادة الشباب ومعقل للعلوم النيوتونية. في نفس العام، نشر ميليان قصيدة كتبها طومسون بعنوان «قصيدة لذكرى السير إسحاق نيوتن» (الذي توفي في مارس). بعد ترك أكاديمية وات ، كان طومسون يأمل في كسب لقمة العيش من خلال الشعر، وساعده ذلك في اكتسابه العديد من الرعاة الأثرياء بما في ذلك توماس راندل والكونتيسة هيرتفورد وتشارلز تالبوت وبارون تالبوت الأول.